# 拉斯·波希纳
拉斯·波希纳是古代伊特鲁里亚国王，曾统治过克卢修姆，并对罗马发动战争，即罗马-伊特鲁里亚战争，相关战争时间不明确，罗马的来源通常将其定于公元前508年。